# Eggonia wulpii
Eggonia wulpii är en tvåvingeart som beskrevs av Townsend 1927. Eggonia wulpii ingår i släktet Eggonia och familjen parasitflugor. Inga underarter finns listade i Catalogue of Life.